# Церква святителя Миколая Чудотворця (Полівці)
Церква святителя Миколая Чудотворця в Полівцях — парафія і храм православної громади Чортківського деканату Тернопільсько-Теребовлянської єпархії Православної церкви України в селі Полівці Чортківського району Тернопільської области.

## Історія
Історія церкви святого Миколая Чудотворця в селі Свидова
До 1882 року в центрі села існував дерев'яний храм, який згодом передали в село Помірці. У 1882 році місцевий пан Орловський збудував біля цвинтаря панську усипальницю, яку згодом переобладнали на храм святого Миколая Чудотворця.
У 1930 році іконостас був знищений, а спроби збудувати новий храм у 1939 році перешкодила війна. Новий іконостас встановили лише в 1970 році, а у 2007-му виготовили ще один, новий.
Згодом було проведено такі роботи:
- 1994 — збудовано капличку.
- 1998 — зведено нову огорожу.
- 2000 — перекрито храм та дзвіницю.

15 грудня 2018 року храм і парафія приєдналися до ПЦУ.
Перед входом до храму з обох боків стоять фігури святих апостолів Петра і Павла.

## Парохи
- о. Іван Оконський (до 1839), завідатель
- о. Йосиф Дидицький (1839—1840), адміністратор
- о. Іван Оконський (1840—1841), завідатель
- о. Франц Борисикевич (1841—1845), адміністратор
- о. Ігнатій Барвинський (1845—1848), адміністратор
- о. Іван Алексевич (1848—1849), адміністратор
- о. Іван Грабович (1849—1851), адміністратор, (1851—1881), парох
- о. Іларій Лотоцький (1881—1914), парох
- о. Василь Чиж (1922-[1938])
- о. Порфирій Сивак, ЧСВВ (1939—1940)
- о. Бубняк, Білінський (до 1954)
- о. Ярослав Кутний (1954—1976)
- о. Василь Колісник (1985—1986)
- о. Степан Кацан (1986—1992)
- о. Орест Плазюк (1992—1995)
- о. Ігор Левенець (від 1995 донині).